# Albin 25
Albin 25 är en motorbåtsmodell som ritades av Per Brohäll och byggdes mellan 1967 och 1978 vid Albin Marins fabriker i Kroksvik utanför Kristinehamn. Båten har för- och akterruff med plats för fyra till fem personer, toa, pentry samt en stor sittbrunn. Den tillverkades också i en variant med rigg.
Albin 25 såldes i över 2 500 exemplar under tio års tid, vilket är svenskt försäljningsrekord av motorbåtar. Modellen var först utrustad med en Albin AD-21 motor på 22 hästkrafter. Den fick senare en större motor på 36 hästkrafter, under senare delen av 70-talet i form av en Volvo Penta MD 17C, vilken ger båten en marschfart på 6-7 knop. Även skrovets utformning ändrades med åren. De första årens Albins 25:or kan upplevas som ranka i grov sjö på grund av att modellen har en rundad botten. Från 1973 fick modellen bredare botten i aktern och en starkare motor som nämnts ovan - vilket gjorde att båten blev stabilare i sjön.